# Kristi Myst
Kristi Myst (Solvang, California; 25 de diciembre de 1973) es el nombre artístico de una actriz pornográfica estadounidense.

## Carrera porno
Myst trabajaba como asistente dental en Los Ángeles cuando decidió entrar en la industria del entretenimiento para adultos. Hizo sesiones de fotos para revistas para adultos como Hustler antes de dar el salto al cine para adultos en 1995.
En 2001 ganó el AVN Award a la mejor escena de sexo anal - Vídeo de una escena gang bang  con urofagia en la película In The Days of Whore (Extreme Associates).

## Carrera Pro Wrestling
Ingresó en la lucha libre profesional al unirse al Xtreme Pro Wrestling en 1999 y tuvo una intensa rivalidad con Lizzy Borden.
Myst formó parte de la página web Vixxxens Wrestling con Tammy Lynn Sytch y Missy Hyatt en 2001.

## Jubilación
En enero de 2001, abandonó la industria para criar a un niño. En una entrevista de 2005, ella se describió como una "mamá a tiempo completo", y un fan de los cómics de X-Men.

## Premios y nominaciones
| Año  | Ceremonia         | Resultado | Premio                                      | Trabajo                       |
| ---- | ----------------- | --------- | ------------------------------------------- | ----------------------------- |
| 2000 | AVN Award         | Nominado  | Best Anal Sex Scene, Video (con Evan Stone) | L.A. 399                      |
| 2000 | XRCO Award        | Nominado  | Best Anal or D.P. Scene (con Tom Byron)     | Whack Attack 6                |
| 2001 | AVN Award         | Nominado  | Female Performer of the Year                | —                             |
| 2001 | AVN Award         | Ganador   | Best Anal Sex Scene - Video                 | In the Days of Whore          |
| 2001 | AVN Award         | Nominado  | Most Outrageous Sex Scene                   | Cocktails                     |
| 2001 | XRCO Award        | Nominado  | Female Performer of the Year                | —                             |
| 2001 | XRCO Award        | Nominado  | Actress (Single Performance)                | In the Days of Whore          |
| 2001 | XRCO Award        | Nominado  | Anal Queen                                  | —                             |
| 2001 | XRCO Award        | Nominado  | Best Group Sex Scene                        | In the Days of Whore          |
| 2001 | FICEB Ninfa Award | Ganador   | Best Anal Scene                             | ORGÍAS VIKINGAS - final scene |